# Moviment Israelià per al Judaisme Reformista i Progressista
El Moviment Israelià per al Judaisme Reformista i Progressista (en hebreu: התנועה הרפורמית - יהדות מתקדמת בישראל) reunia l'any 2000 a més de 50.000 jueus reformistes. Sota la influència d'una creixent immigració de jueus nord-americans, es van crear diverses comunitats reformistes que van anar creixent.

## Història
Els primers jueus reformistes, van ser víctimes de la persecució nacional-socialista en el Tercer Reich, es van establir a Eretz Israel en la dècada de 1930. Entre ells estaven els rabins Judà Magnes Leon i Meir Elk. El Rabí Judà Magnes Leon va ser el primer director de la Universitat Hebrea de Jerusalem. En 1938, va ser nomenat president d'aquesta universitat. El rabí Meir Elk va fundar l'Institut Leo-Baeck a Haifa, que actualment és una de les institucions educatives més reconegudes del país. La primera sinagoga reformista d'Israel, anomenada Kehilat Harel, va ser fundada en 1958 a Jerusalem. Encara que el moviment reformista internacional ha dut a terme una important inversió econòmica, el nombre de jueus reformistes segueix sent relativament petit a la Terra d'Israel. El seu nombre està limitat a uns 30.000 membres. Però amb l'arribada d'immigrants jueus de l'antiga Unió Soviètica, el moviment reformista està creixent considerablement. S'estan creant noves comunitats i s'està aconseguint atreure a un nombre considerable d'israelians. El primer quibuts progressista, anomenat Yahel, va ser fundat en 1976 en Arava i el segon quibuts, anomenat Lotan, va ser fundat en 1983. El tercer quibuts, anomenat Har Halutz, es va establir a Galilea en 1985.

## Organització
Les diferents organitzacions del judaisme progressista són:
- El Moviment Israelià per al Judaisme Reformista i Progressista (en hebreu: התנועה ליהדות מתקדמת) és un moviment religiós de congregacions i sinagogues progressistes. Aquest moviment té actualment 32 comunitats, entre elles tres kibutzim anomenats: Yahel, Lotan i Har Halutz. El moviment juvenil, anomenat Noar Telem, forma part del moviment reformista. El moviment progressista ordena als estudiants (tant homes com a dones) que acaben la seva formació i instrucció rabínica en el Col·legi de la Unió Hebrea - Institut Jueu de Religió. El moviment participa en diverses iniciatives de justícia social, com l'associació de rabins pels drets humans (fundada en 1988), i el seu centre afiliat per l'acció religiosa (en anglès: Israel Religious Action Center). El Moviment Israelià per al Judaisme Progressista està afiliat amb l'organització Unió Mundial per al Judaisme Progressista.

- El Centre d'Acció Religiosa d'Israel (RAIC) (en hebreu: המרכז לפלורליזם יהודי) és una associació per al reconeixement i la defensa de les diverses branques del judaisme progressista a Israel. L'associació va ser creada en 1987 pel Moviment Israelià per al Judaisme Progressista. La seva seu central es troba a la ciutat santa de Jerusalem. Té per objectiu defensar la igualtat, la justícia social i el pluralisme religiós a Israel. Les campanyes que van tenir lloc entre els anys 2010 i 2011, van fer un esforç per prohibir la discriminació de les dones en els autobusos públics israelians. Anat Hoffman és actualment la directora executiva de la RAIC, i és també la directora de Dones del Mur, una organització feminista jueva que resa de manera igualitària en el Mur de les Lamentacions.

## Situació actual
El creixement de les diverses branques del judaisme progressista a Israel està actualment limitat a causa de la pressió política dels partits polítics ultraortodoxos, aquests darrers normalment solen formar part del govern. Els jueus no ortodoxos són víctimes de moltes discriminacions de tipus religiós, un dels darrers exemples va ser la decisió de l'ex-Ministre de l'Interior, Eli Yishai, de rebutjar la decisió presa l'any 2002 pel Tribunal Suprem d'Israel que concedeix als jueus reformistes, conservadors i reconstruccionistes els mateixos drets constitucionals que als jueus ortodoxos. La discriminació religiosa es manifesta pel no reconeixement dels matrimonis celebrats pel moviment reformista, conservador, i reconstruccionista, i per la negativa del Gran Rabinat d'Israel a reconèixer i acceptar les conversions realitzades pel judaisme reformista, reconstruccionista, i conservador. A més, cap dona rabina no ha estat mai reconeguda per les autoritats religioses de l'estat d'Israel. L'estat sionista tan sols subvenciona a les congregacions jueves ortodoxes.